# Awn Shawkat al-Khasawneh
Awn Shawkat al-Khasawneh (Amman, 22 februari 1950) is een Jordaans politicus, diplomaat en rechter. In de periode van 2000 tot november 2011 was hij rechter voor het Internationale Gerechtshof, waarvoor hij 2006 tot 2009 ook diende als vicepresident. Van oktober 2011 tot en met april 2012 was hij premier van Jordanië.

## Levensloop
Na islamitisch onderwijs te hebben gevolgd op de basis- en middelbare school, ging Al-Khasawneh voor studie naar Queens' College dat deel uitmaakt van de Universiteit van Cambridge in Engeland. Hier studeerde hij geschiedenis en rechtsgeleerdheid en voltooide zijn opleiding met zowel de titel van Master of Arts als Master of Laws. Daarna deed hij nog een vervolgstudie in internationaal recht.
Vanaf 1975 werkte hij voor het Ministerie voor Buitenlandse Zaken. Hij voerde in zijn gehele diplomatieke loopbaan tal van adviserende en bestuurlijke zaken uit en hij vertegenwoordigde zijn land internationaal bij organisaties als de Verenigde Naties en de Arabische Liga.
Onder meer werkte hij vanaf 1976 vier jaar op de permanente missie bij de VN in New York. Daarna kreeg hij vanaf 1985 de verantwoordelijkheid over internationale organisaties en internationaal recht en vanaf 1990 werd hij hoofd van de juridische afdeling van het ministerie. In 1995 werd hij Minister van Staat en adviseur van Koning Hoessein. Van 1996 tot 1998 stond hij verder aan het hoofd van het Koninklijke Hasjemietische Hof.

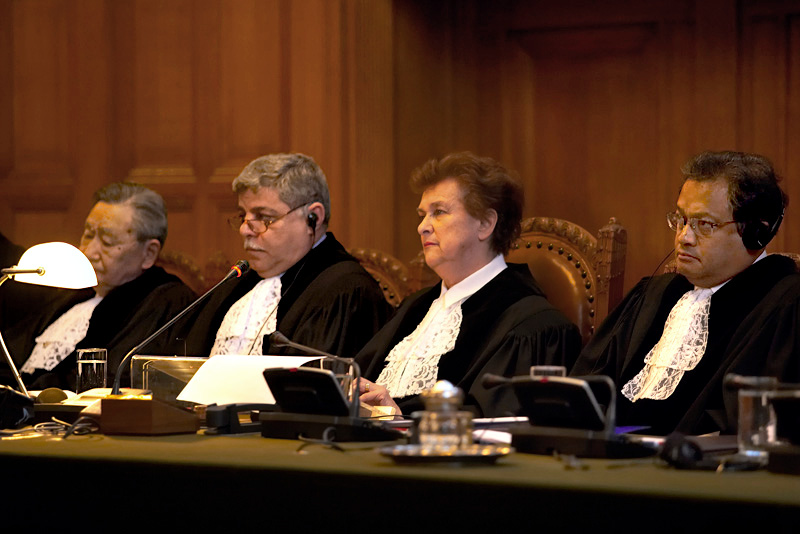
Shi, Al-Khasawneh, Higgins en Ranjeva, 2006

Vanaf 2000 was hij rechter voor het Internationale Gerechtshof in Den Haag en van 2006 tot 2009 was hij daarvan vicepresident. Ondertussen bleef hij ook andere functies uitoefenen, zoals van 1998 tot 2006 als voorzitter van de Jordaanse nationale groep voor de implementatie van internationaal humanitair recht.
In oktober 2011 werd hij door Koning Abdoellah aangewezen als de nieuwe premier, nadat zijn voorganger het veld had moeten ruimen vanwege corruptie. Al-Khasawneh accepteerde de functie en legde de functie als rechter bij het Internationale Gerechtshof neer. Na zes maanden, op 26 april 2012, diende hij echter weer zijn ontslag in als premier van het land.
Al-Khasawneh werd meermaals onderscheiden. Hij werd onder meer in 1993 opgenomen in de Jordaanse Orde van de Onafhankelijkheid en in 1996 in de Orde van de Ster. In 1997 werd hij benoemd tot Grootofficier in het Franse Legioen van Eer.
- LIBRIS: 251855
- Virtual International Authority File: 31975070